# 訃報 1972年2月
訃報 1972年2月（ふほう 1972ねん2がつ）では、1972年（昭和47年）2月中に物故した、又は物故が報じられた人物についてまとめる。

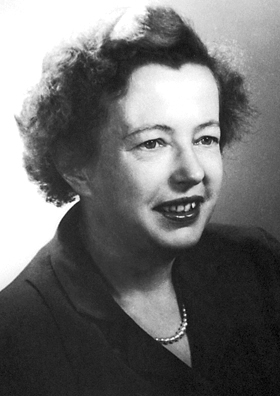
マリア・ゲッパート＝メイヤー / 2月2日没

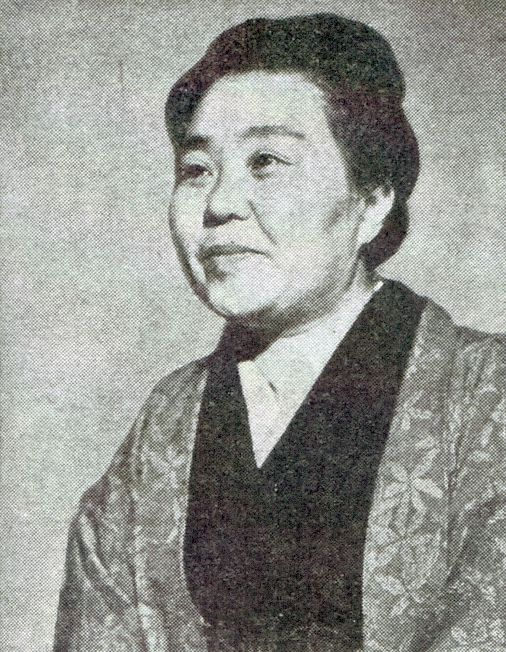
平林たい子 / 2月17日没

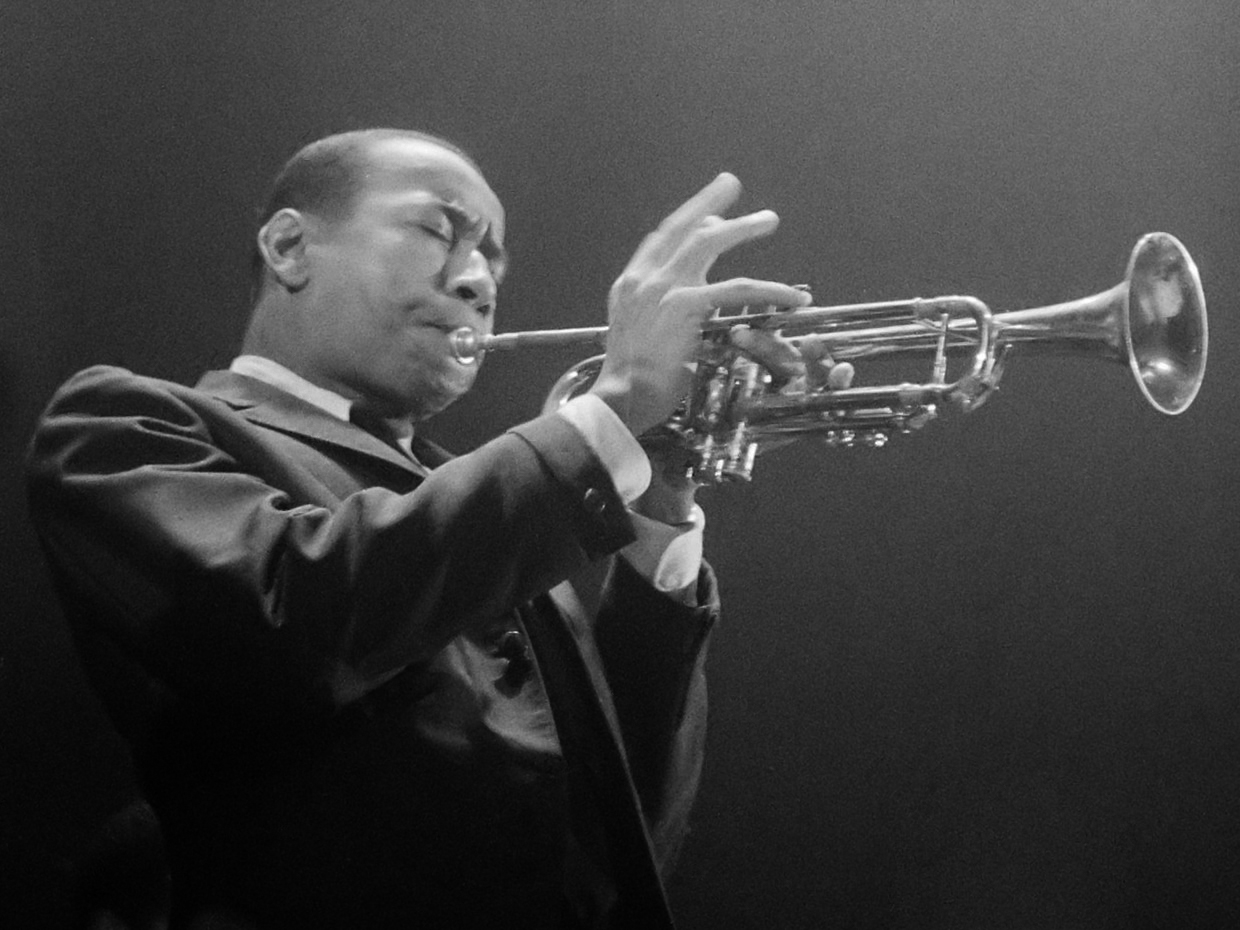
リー・モーガン / 2月19日没

## （1日 - 15日）
- 2月2日 - マリア・ゲッパート＝メイヤー、物理学者（* 1906年）
- 2月2日 - 佐藤孝二、物理学者（* 1900年）
- 2月2日 - 高田保馬、経済学者（* 1883年）
- 2月5日 - 安念精一、経営者・銀行家（* 1887年）
- 2月9日 - 小村捷治、教育者・政治家・華族（* 1895年）
- 2月9日 - 中川紀元、画家（* 1892年）
- 2月10日 - 吉原治良、抽象画家・実業家（* 1905年）
- 2月11日 - 野口喜一郎、北の誉酒造2代目代表取締役社長（* 1887年）
- 2月11日 - 細迫兼光、政治家（* 1896年）
- 2月11日 - 松永周二、歌人（* 1884年）
- 2月12日 - 池内信行、経営学者（* 1894年）
- 2月12日 - 相模太郎 (初代)、浪曲師（* 1900年）
- 2月13日 - 柏原兵三、作家（* 1933年）
- 2月15日 - エドガー・スノー、ジャーナリスト（* 1905年）
- 2月15日 - 園池公功、演出家・評論家（* 1896年）

## （16日 - 29日）
- 2月17日 - 平林たい子、小説家（* 1905年）
- 2月19日 - リー・モーガン、トランペット奏者（* 1938年）
- 2月21日 - ブロニスラヴァ・ニジンスカ、舞踏家（* 1891年）
- 2月22日 - 船床定男、演出家・映画監督（* 1932年）
- 2月22日 - 浅尾新甫、実業家（* 1894年）
- 2月25日 - 中川千代治、宇和島市長（* 1905年）
- 2月26日 - 渡辺順三、歌人（* 1894年）
- 2月27日 - アルヴィン・ザイフェルト、造園家（* 1890年）
- 2月27日 - ビクトル・バルナ、卓球選手（* 1911年）
- 2月27日 - 上原轍三郎、農業経済学者・教育者（* 1883年）
- 2月29日 - 藤音得忍、第30代浄土真宗本願寺派総長（* 1894年）